# 國道100號 (印度)

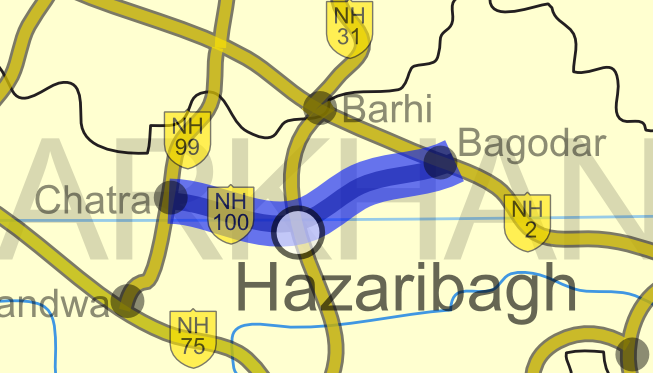
國道100號路線示意圖。

國道100號（英語：National Highway 100，簡稱NH 100）是一條完全位於印度賈坎德邦的公路，全長118公里（73英里）並連接著該邦的查特拉縣恰特拉和位於基里迪縣的巴戈達爾，該國道途經的城鎮有圖蒂拉瓦、哈扎里巴格、梅魯和達魯-卡里卡。

## 外部連結
- 在印度道路運輸和公路部網頁上途經賈坎德邦的印度國道之資料（页面存档备份，存于）